# Naraka: Bladepoint
Naraka: Bladepoint (кит. 永劫无间, пиньинь yǒngjiéwújiān) — приключенческий экшен в жанре королевской битвы, разработанный студией 24 Entertainment и изданный NetEase Games Montreal. В игре принимает участие до 60 игроков, которые сражаются друг с другом, борясь за звание последнего выжившего. Игра включает рукопашный бой, вдохновлённый боевыми искусствами, и имеет боевую систему в духе «камень-ножницы-бумага».
В игре присутствует множество видов оружия ближнего и дальнего боя, а также крюк-кошка, который можно использовать как для боя, так и для передвижения. Каждый герой обладает уникальными навыками и талантами, что позволяет настроить свой стиль игры. Игра вышла для Microsoft Windows в августе 2021 года, а для Xbox Series X/S — 23 июня 2022 года. Версии для Xbox One и PlayStation 5 находятся в разработке.
Naraka: Bladepoint была продана в количестве более 6 миллионов копий по всему миру с момента запуска в августе 2021 года. 14 июля 2023 года Naraka: Bladepoint вместе с выходом 9-го сезона перешла на способ распространения Free-to-play и побила свой прежний рекорд по количеству одновременных игроков Steam — 264 406.

## Игровой процесс
Сюжет Naraka: Bladepoint разворачивается на острове Морус, на котором герои сходятся для битвы. Игроки могут играть как в одиночку, так и в группе из трёх игроков, а также выбирать персонажа из доступных. Каждый персонаж обладает двумя уникальными навыками (F навык и Суперспособность).
После подбора необходимого количества игроков (максимум 60 игроков в первом раунде), игроки выбирают персонажей с разными навыками. После завершения выбора героев, игроки выбирают место возрождения на карте, каждый участник команды может выбрать понравившееся ему место. Как только игроки появляются на карте, команда приступает к обыску тайников для получения оружия, здоровья или брони для дальнейшей экипировки.
Со временем радиус безопасной зоны в Naraka: Bladepoint становится меньше и меньше, сужаясь к случайно выбранному центру. В рамках матча можно выполнять различные задание: уничтожение указанного игрока, выполнение определённого действия, и так далее.
Когда игрок оказывается в нокауте, он может снова вернуться в бой, если участники команды придут на помощь в течение короткого периода времени; в противном случае игрок умирает. До первого раунда распространения Теневой порчи у игроков на счету имеется определённое количество возрождений, позволяющее после смерти совершить «бег души» — в виде духа направиться к алтарю и возродиться.
Победителем объявляется команда, оставшаяся в живых последней.

## Сезоны
| Номер    | Название    | Время                                     | Описание                                                               |
| -------- | ----------- | ----------------------------------------- | ---------------------------------------------------------------------- |
| Сезон 1  | Прилив      | 11 августа 2021 год — 10 ноября 2021 год. | 110 уровней и более 30 сезонных заданий.                               |
| Сезон 2  | Кавалерия   | 11 ноября 2021 год — 14 февраля 2022 год. | 130 уровней и новые сезонные награды, включая наряды новых персонажей. |
| Сезон 3  | Апогея      | 14 февраля 2022 год — 21 мая 2022 год.    | 130 уровней и новые сезонные награды, включая наряды новых персонажей. |
| Сезон 4  | Судьба      | 21 мая 2022 год — 19 августа 2022 год.    | 130 уровней и новые сезонные награды, включая наряды новых персонажей. |
| Сезон 5  | Аврора      | 20 августа 2022 год — 17 ноября 2022 год. | 130 уровней и новые сезонные награды, включая наряды новых персонажей. |
| Сезон 6  | Искра       | 17 ноября 2022 год — 16 февраля 2023 год. | 130 уровней и новые сезонные награды, включая наряды новых персонажей. |
| Сезон 7  | Неукротимый | 16 февраля 2023 год — 27 апреля 2023 год. | 115 уровней и новые сезонные награды, включая наряды новых персонажей. |
| Сезон 8  | Возмездие   | 27 апреля 2023 год — 14 июля 2023 год.    | 115 уровней и новые сезонные награды, включая наряды новых персонажей. |
| Сезон 9  | Миф         | 23 июля 2023 год — 19 октября 2023 год.   | 115 уровней и новые сезонные награды, включая наряды новых персонажей. |
| Cезон 10 | Дарование   | 19 октября — по настоящее время.          | 115 уровней и новые сезонные награды, включая наряды новых персонажей. |

## Персонажи
В Naraka: Bladepoint в настоящее время насчитывается 16 игровых персонажей. Куруми Цутимикадо основана на прототипе Onmyoji Йото Химэ происходит от другой игры, созданной компанией NetEase Games — Onmyoji Arena. 19 августа 2022 года добавлен новый персонаж Ву Чэнь. 22 декабря 2022 года был добавлен новый персонаж — Ферия Шэнь. 16 марта 2023 года был добавлен новый персонаж — Акос. 1 июня 2023 года вышел персонаж, имеющий кровную связь с персонажем Тарка Цзи — Цзай, которая является сестрой Тарки Цзи.
| Персонаж        | Дата релиза      | Английская озвучка | Японская озвучка | Китайская озвучка |
| --------------- | ---------------- | ------------------ | ---------------- | ----------------- |
| Тяньхай         | 12 августа 2021  | Ношир Далаль       | Макото Фурукава  | Ли Юаньтао        |
| Гадюка Нин      | 12 августа 2021  | Эрика Иши          | Хироми Хирата    | Хуан Ин           |
| Йото Химэ       | 12 августа 2021  | Фрида Вулф         | Сиори Идзава     | Чжан Ци           |
| Темульчин       | 12 августа 2021  | Грег Чун           | Такуя Сато       | Мэн Сянлун        |
| Тарка Цзи       | 12 августа 2021  | Крис Наоки Ли      | Юки Оно          | Лю Ицзя           |
| Куруми          | 12 августа 2021  | Энн Ятко           | Дзюри Нагацума   | Тао Дянь          |
| Матари          | 12 августа 2021  | Ксанте Хюн         | Кана Уэда        | Мэнлу Ян          |
| Вальда Цуй      | 17 сентября 2021 | Джуди Элис Ли      | Сидзука Исигами  | Чжоу Шуай         |
| Юешань          | 10 ноября 2021   | Эндрю Кисино       | Кайто Исикава    | Тони Люн          |
| Ву Чэнь         | 19 января 2022   | Алекс Лэ           | Нацуки Ханаэ     | Ли Ланьлин        |
| Юстина Гу       | 12 марта 2022    | Сумали Монтано     | Юи Исикава       | Чжун Кэ           |
| Такэда Нобутада | 20 мая 2022      | Даисукэ Цудзи      | Томокадзу Сугита | Лю Бэйчэнь        |
| Цзыпин Инь      | 19 августа 2022  | Энджел Лин         | Ай Файруз        | Юнхэ Ченсинг      |
| Ферия Шэнь      | 22 декабря 2022  | Эми Ло             | Икуми Хасэгава   | Гуй Нян           |
| Акос            | 16 марта 2023    | Стивен Фу          | Рёхэй Кимура     | Чан Вэнь Тао      |
| Цзай            | 1 июня 2023      | Кимберли Вонг      |                  |                   |

## Разработка
Naraka: Bladepoint — это королевская битва, на которую отчасти повлияли Devil May Cry и Sekiro. Продюсер игры добавил в игру элементы из Meteor Butterfly Sword, над которой он ранее работал. Naraka: Bladepoint была официальна анонсирована 12 декабря 2019 года во время церемонии The Game Awards 2019. С 3 по 9 ноября 2022 года проходило бета-тестирование Naraka: Bladepoint в Северной Америке. После было объявлено, что Naraka: Bladepoint находится и в разработке для консолей, при этом игра была показана запущенной на PlayStation 5. Мобильная версия игры находится на стадии разработки, вместе с будущим релизом игрокам с мобильных устройств будет доступен рукопашный бой.

## Выпуск
Naraka: Bladepoint вышла 11 августа 2021 года с поддержкой более чем 10 языков. 23 июня 2022 года игра была выпущена на Xbox Series X/S, при этом игра была бесплатно доступна подписчикам Xbox Game Pass. В сентябре 2021 года была основана студия ThunderFire Universe X Stutio, занимавшаяся распространением игры на западном рынке и портированием её на консоли.

### Киберспорт
Первый официальный турнир по Naraka: Bladepoint в Юго-Восточной Азии, названный «Celestra Cup», стартовал 9 сентября 2021 года и завершился 12 декабря.
Другой турнир, «J Cup(NBWC)», был проведён 2—16 декабря 2022 года.

## Отзывы
| Сводный рейтинг    | Сводный рейтинг |
| Агрегатор          | Оценка          |
| ------------------ | --------------- |
| Metacritic         | 71/100          |
| Иноязычные издания |                 |
| Издание            | Оценка          |
| GameSpot           | 6/10            |
| IGN                | 8/10            |
| PCGamesN           | 6/10            |
| PC Gamer (US)      | 73/100          |

Naraka: Bladepoint получила смешанные отзывы, согласно агрегатору рецензий Metacritic. 19 октября 2021 года Naraka: Bladepoint была номинирована на одну из старейших премий игровой индустрии  Golden Joystick Awards 2021 в категории «Лучшая многопользовательская игра».

### Количество игроков и доход
Во время апрельского бета-тестирования, в Naraka: Bladepoint одновременно играло более 120 000 человек. К 9 ноября 2021 года было продано более 6 миллионов копий игры по всему миру. Общий доход от продаж копий и внутриигровых предметов составил более 250 миллионов долларов.

## Скандалы
В декабре 2022 года Naraka: Bladepoint подверглась ревью-бомбингу после того, как в игре вышло обновление, затрагивающее женских персонажей. В обновлении разработчики убрали физику груди и подвергли изменениям откровенные наряды. Со слов разработчиков, данные изменения должны принести более здоровую и позитивную игровую среду. Сообщество не оценило ни обновление, ни объяснение разработчиков. На текущий момент Naraka: Bladepoint имеет «смешанный» рейтинг в Steam.